# Valencia (Califórnia)
Valencia é um bairro em Santa Clarita, no Condado de Los Angeles, na Califórnia, nos Estados Unidos. É a mais populosa das quatro comunidades não incorporadas (juntamente com Saugus, Newhall e Canyon Country) que se fundiram para criar a cidade de Santa Clarita em 1987. Está situada centralmente na atual cidade de Santa Clarita, administrando de Newhall ao sul (abaixo da Lyons Avenue) ao norte de Copper Hill Drive. Valência foi fundada como uma comunidade planejada com o primeiro empreendimento, Old Orchard I, construído na Lyons Avenue, atrás da Old Orchard Elementary.